# 로가테츠 (슈타예르스카)

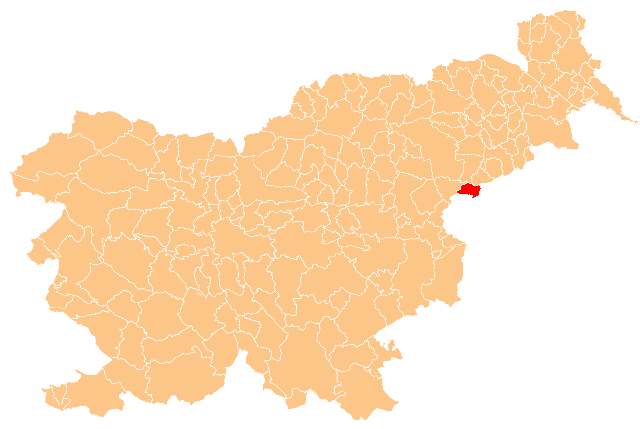
로가테츠의 위치

로가테츠(슬로베니아어: Rogatec, 독일어: Rohitsch 로히치[*])는 슬로베니아 동부에 위치한 도시로 면적은 39.6km2, 인구는 3,207명(2008년 기준), 인구 밀도는 80.98명/km2이다. 전통적으로는 슈타예르스카 지역에 속하며 크로아티아 국경과 가까운 지점에 위치한다.